# Kaptah Vandel
'Kaptah Vandel' est une variété de pomme de terre originaire du Danemark.
Ses tubercules à forte teneur en matière sèche sont destinées à la production industrielle de fécule.
C'est la principale variété féculière cultivée en France. Elle se classe à la quatrième place des variétés de pomme de terre les plus cultivées en France pour la production de plants derrière 'Spunta', 'Agata' et 'Charlotte', et devant 'Monalisa' et 'Amyla' (autre variété féculière).
Elle est inscrite depuis le 1er janvier 1965 au catalogue officiel français des variétés.

## Caractéristiques
La plante, de taille assez élevée, a un port dressé et très rameux. les tiges ont une faible coloration anthocyanique au niveau des nœuds. Les fleurs, blanches, sont colorées en rouge à la face inférieure des pétales. Elles fructifient facilement.
Les tubercules, de taille assez grande et de forme arrondie, ont une chair jaune clair, une peau jaune aux yeux assez enfoncés. Ils présentent une bonne aptitude au stockage.
C'est une variété résistante au mildiou sur tubercules, mais moyennement sensible au mildiou sur feuillage.